# Meno Mühlig

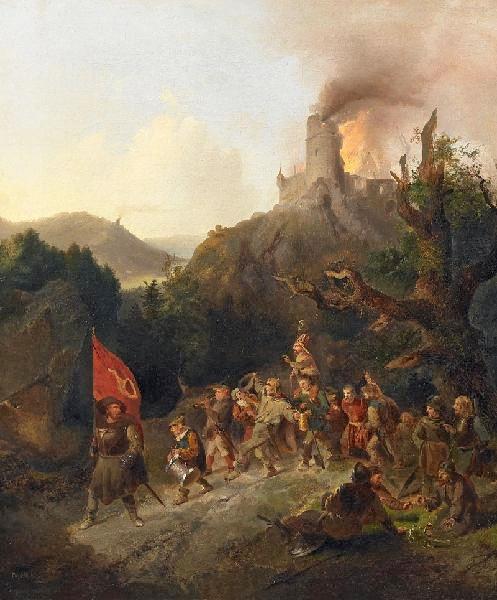
Die Gefangennahme
des Götz von Berlichingen

Meno Mühlig (* 8. April 1823 in Eibenstock; † 8. Juni 1873 in Dresden) war ein deutscher Genre- und Landschaftsmaler.

## Leben und Werk
Er war Bruder des Malers Bernhard Mühlig (1829–1910) sowie Vater des Landschafts- und Tiermalers Hugo Mühlig (1854–1929). Der Künstler studierte an der Dresdener Akademie bei Julius Hübner. Die Brüder Bernhard und Meno Mühlig gehörten zum Dresdner Kreis der Spätromantiker.
Neben Motiven aus der Reformationszeit und dem 17. Jahrhundert schilderte Meno Mühlig u. a. Szenen mit Wilderern und Schaustellern. Er illustrierte gemeinsam mit Julius Döring und Karl Wilhelm Schurig das Buch „Deutschland und das deutsche Volk in Schilderungen von Eduard Duller“ 1845.
Meno Mühlig wurde am 10. Juni 1873 in Dresden auf dem Äußeren Neustädter Friedhof beigesetzt.

## Ausstellungen
- 2001: Das Erzgebirge in der Malerei von Bernhard und Meno Mühlig. Städtisches Museum Zwickau